# Bonifacio di Cartagine
Bonifacio (... – Cartagine, 535) è stato vescovo di Cartagine, nella prima metà del VI secolo.

## Biografia
Non si conosce nulla della vita di Bonifacio prima dell'elezione a vescovo di Cartagine, avvenuta nel 523, contestualmente alla salita al potere di Ilderico, nuovo re dei vandali, di fede ariana, che modificò la politica religiosa nei confronti dei cattolici, ponendo fine alle persecuzioni e richiamando dall'esilio i vescovi che erano stati allontanati dalle loro sedi episcopali. Bonifacio fu consacrato vescovo nella basilica di Sant'Agileo di Cartagine; si conosce il nome di un solo consacrante, Ianuario di Vegesela di Numidia.
Nello stesso anno accolse i vescovi africani che rientravano dall'esilio in Sardegna, tra cui Fulgenzio di Ruspe.
Sempre nel 523, Bonifacio ebbe uno scambio epistolare con Liberato, primate di Bizacena, su problemi riguardanti la Chiesa africana, la giurisdizione sui monasteri, la definizione dei confini tra le province ecclesiastiche africane, e il ruolo della primazia di Cartagine sulle altre Chiese africane.
Tra la fine del 524 e gli inizi del 525 scrisse alcune lettere ai vescovi della Proconsolare, della Tripolitania e della Numidia per convocarli ad un concilio africano da celebrarsi a Cartagine. Questo concilio fu celebrato, sotto la presidenza di Bonifacio, il 5 e il 6 febbraio 525 negli ambienti annessi alla basilica di Sant'Agileo di Cartagine. Alla presenza di 61 vescovi, il concilio decise di rimettere in vigore numerosi decreti dei concili africani precedenti, e ribadì la supremazia della sede di Cartagine sulla Chiesa africana.
L'ultima notizia su Bonifacio trasmessa dalle fonti storiche coeve è la sua presenza a Forno Maggiore, a una data sconosciuta, ma anteriore al 533, dove ebbe modo di ascoltare un'omelia di Fulgenzio di Ruspe.
A Bonifacio è attribuita la stesura del Kalendarium carthaginense, documento agiografico con l'elenco dei santi venerati in Africa.
Non si conosce la data di morte di Bonifacio; di certo nel 535 la sede episcopale era occupata dal successore Reparato.